# ReWire
ReWire è un protocollo software, sviluppato in congiunzione da Propellerhead e Steinberg, che permette controllo remoto e trasferimento diretto di dati audio tra programmi di modifica digitale dell'audio e simili.  Originalmente apparso nel sintetizzatore audio software ReBirth nel 1998, il protocollo è evoluto sino a diventare uno standard industriale.
ReWire è supportato da tutti i principali sequencer (Cubase, Pro Tools, Nuendo, Logic Pro,  Ableton Live, Samplitude...)
In poche parole si tratta di un sistema che permette di trasferire dati audio in diretta senza perdita di qualità e senza bisogno di connessioni fisiche (cavi) tra i vari programmi.
Attualmente usato nelle applicazioni audio sotto Mac OS e Microsoft Windows, ReWire permette il trasferimento simultaneo di 256 tracce audio di risoluzione arbitraria e 4080 canali di dati MIDI. Questo consente, ad esempio, il trasferimento diretto dell'output di un sintetizzatore a un programma di editing audio, senza bisogno di file intermedi o simili. È possibile anche impartire comandi remoti, ad esempio quelli per iniziare la registrazione o fermarla. Il protocollo è dato in licenza solo ai produttori di software commerciale, ma è gratis.

## Software simili
- JACK — una API analoga ed open source per Linux.
- Soundflower — un'alternativa per macOS con analoghi obiettivi.